# دة رشيد (مقاطعة دهغلان)
دة رشيد (بالفارسية: ده رشید) هي قرية تقع في قسم حومة دهغلان الريفي (مقاطعة دهغلان) في إيران. يقدر عدد سكانها بـ 247 نسمة .